# Associazione Nazionalista Italiana
Die Associazione Nazionalista Italiana (Italienischer Nationalistenverband), kurz ANI, wurde im Jahr 1910 gegründet und war die erste nationalistische Partei in Italien. Als Vorreiterin eines revolutionären Nationalismus beeinflusste sie maßgeblich die Entwicklung der Partito Nazionale Fascista und wird deshalb auch dem Protofaschismus zugeordnet.

## Geschichte
Der wichtigste Vordenker der 1910 gegründeten ANI war der nationalistische Schriftsteller Enrico Corradini. In Abgrenzung zum marxistischen Klassenkampf entwickelte er das Konzept der „Proletarischen Nation“. Demzufolge solle sich die italienische Nation ihren rechtmäßigen Platz in der Weltpolitik erkämpfen und durch einen „Nationalen Sozialismus“ Frieden und Wohlstand im Inneren sichern. Hierzu entwarf der Juraprofessor Alfredo Rocco 1914 die Doktrin des autoritären korporativen Staates, welche stark von ständestaatlichen Ideen beeinflusst war. Das Fernziel des ANI war die kriegerische Expansion und der Aufbau eines neuen italienischen Imperiums.
Mit den in blauen Hemden auftretenden Sempre Pronti war die ANI auch die erste rechtsextreme italienische Partei mit einer eigenen Miliz, welche physische Angriffe auf die politische Linke durchführte. Diese Organisation diente als Vorbild für die faschistischen Schwarzhemden. Von ihrer Sozialstruktur her blieb die ANI, trotz revolutionärer Rhetorik, auf die Mittel- und Oberschicht beschränkt. Ideologisch ließ man, im Gegensatz zum PNF, zu keiner Zeit Zweifel an der Treue zur italienischen Monarchie aufkommen.
Während Mussolinis „Marsch auf Rom“ boten führende Vertreter der ANI König Viktor Emanuel III. an, die Sempre Pronti gegen die Schwarzhemden in den Kampf ziehen zu lassen, was dieser jedoch ablehnte. Nach der Ernennung von Benito Mussolini zum Ministerpräsidenten schloss sich die ANI 1923 allerdings dem PNF an. Dadurch konnten viele führende Parteimitglieder wie beispielsweise Alfredo Rocco unter der neuen Regierung in machtvolle Ämter gelangen, von wo aus sie die Entwicklung des italienischen Faschismus mitprägten.